# Индийская крачка
Индийская крачка (лат. Sterna aurantia) — вид птиц из семейства чайковых (Laridae), обитающих во внутренних районах Пакистана, Индии, восточной части Ирана и Мьянмы. Реже встречаются на территории Таиланда. В отличие от других видов крачек, предпочитает исключительно пресноводные водоёмы.

## Описание
Крачка средней величины с длиной тела 38—43 см, тёмно-серый верх, белый низ, глубоко разрезанный вилкообразный хвост, крылья длинные и острые. Клюв жёлтый, ноги красные. В сезон размножения появляется чёрная шапочка, которая зимой имеет серовато-белый окрас с чёрными включениями. Основание клюва серое, через линию глаз проходит чёрная полоса (маска).
Половой диморфизм отсутствует. Молодняк имеет бурое оперение, верх бурый и серый, низ белый, бока и грудка серые, голова коричневая. Клюв жёлтый с чёрным концом.

## Питание
Как и другие крачки питается рыбой, ракообразными, водными насекомыми и головастиками, обитающими в реках и озёрах.
Численность индийской крачки сокращается вследствие загрязнения её местообитания.

## Размножение
Размножается в сезон с марта по май колониями в труднодоступных местах таких, как речные отмели и поросшие растительностью песчаные пляжи. Гнездится в грунтовых трещинах, на голых камнях или песке. Самка откладывает до трёх яиц зеленовато-серого цвета с коричневыми прожилками.